# Ensiferum
Ensiferum (del latín ensĭfĕrum (adjetivo neutro) que significa "portador de la espada", "guerrero") es un grupo de folk metal procedente de Helsinki, aunque el grupo se considera a sí mismo como "folk metal heroico". Desde su formación, Ensiferum ha lanzado seis álbumes, dos EP, dos compilaciones, siete singles y tres demos.

## Historia

### Formación, demos yEnsiferum(1995−2002)
Alrededor del año 1995, Markus Toivonen (Guitarra) tocaba con unos amigos en una banda llamada Black Reflections y se dedicaban a tocar canciones de grupos de thrash metal y groove metal como Megadeth, Pantera y otros. Markus se dio cuenta de que esa banda no le ofrecía mucha libertad para tocar la música que él quería, algo diferente. A él le encantaba el folk, y se sentía tremendamente atraído por bandas de death metal melódico como Amorphis o Dark Tranquillity. Decidió hablar con su amigo Kimmo Miettinen (batería) y propuso tocar viking metal y éste aceptó. Sauli Savolainen (bajo) también se unió al grupo. Markus eligió el nombre Ensiferum, que significa "portador de espada", o guerrero.
Durante el año 1996 Markus se dedicó a componer las primeras canciones del grupo, Knighthood, Old Man y Frost. Más tarde ese mismo año acogieron en sus filas al guitarrista Jari Mäenpää para ayudar a Markus con las voces. En enero de 1997 Jari hizo el servicio militar y por entonces la banda quedó colgada, aunque el resto de la banda aprovechó para mejorar las letras y practicar las canciones, cosa que mejoró en mucho la calidad del Demo que grabaron a la vuelta de Jari, por finales de ese mismo año. El demo, que incluía sus tres temas, se editó y vendió (300 copias) en el año siguiente. 
El batería (Kimmo) abandonó el grupo para tocar en Arthemesia, y el antiguo baterista (Oliver Fokin) del desconocido grupo hizo un par de pruebas con Markus y fue contratado por Ensiferum, se podría decir que realizaron un cambio de bateristas. También Sauli abandonó Ensiferum, y fue reemplazado por Jukka-Pekka Miettinen, hermano pequeño del exbatería, que curiosamente tenía tan solo 14 años cuando empezó a tocar con el grupo.
Para el año 1999 ya estaba lista un segundo Demo, que incluía los temas The Dreamer's Prelude, Little Dreamer, Warrior Quest y White Storm. A medida que iban tocando en pequeños conciertos el grupo fue adquiriendo mayor confianza y habilidad y para finales de noviembre se decidieron a grabar su tercer y último demo, que incluía cinco temas: Intro, Hero in a Dream, Eternal Wait, Battle Song y una canción Bonus; Guardians of Fate. Con este tercer Demo Ensiferum empezó a tocar en más conciertos y fueron contratados por una la discográfica Spinefarm que les ayudó a editar su primer disco con las colaboraciones en el set-line de Henri 'Trollhorn' Sorvali (teclado) y Johanna Vakkuri (Coros) una amiga del grupo. 
El álbum debut, de título "Ensiferum", fue editado y lanzado en el 2001, a la vez que Meiju Enho entraba a formar parte del grupo como teclista. El lanzamiento de "Ensiferum" fue aclamado por fanes.

### Iron, 1997-1999,Dragonheadsy10th Anniversary Live(2003−2006)
Tras el éxito del primer disco, decidieron grabar "Iron" en Copenhague, en los estudios del prestigioso Flemming Rasmussen (Metallica...), aunque con la triste noticia de que el Guitarrista-Solista Jari Mäenpää abandonaba el grupo para formar Wintersun. No fue fácil reemplazarlo, pero el finlandés Petri Lindroos (ex-Norther) ocupa ahora su lugar.
En 2005 es publicado el álbum recopilatorio "1997-1999", que contiene sus primeros tres demos grabados en dichos años.
En febrero del año 2006 ellos lanzan un nuevo EP titulado "Dragonheads". Dentro de todas las nuevas canciones también se incluyen dos demos regrabados; un cover de Amorphis llamado "Into Hiding" y un compilado de música tradicional de Finlandia.
En junio de 2006 Ensiferum lanza su primer DVD en vivo, "10th Anniversary Live" que, como su nombre lo indica, fue hecho para celebrar su décimo aniversario como banda. Fue grabado en Nosturi, Helsinki, en diciembre de 2005.

### Victory Songsy salida de Meiju (2006−2009)
Posteriormente, la banda terminó la grabación de su tercer álbum de estudio, titulado "Victory Songs", que comenzó en noviembre de 2006, y finalizó el 18 de enero de 2007. El sencillo titulado "One More Magic Potion" fue lanzado el 7 de febrero de 2007, mientras que el disco salió a la venta el 21 de febrero de 2007.
Durante los últimos años, Meiju Enho siempre mantuvo en un equilibrio constante la banda, los estudios y su trabajo. Hasta que en el año 2007 decide tomarse un descanso temporal, por lo que fue sustituida de forma provisional por Emmi Silvennoinen (ex-Exsecratus). Emmi se convirtió en la teclista oficial del grupo durante la grabación del último disco del grupo "From Afar".
Ensiferum encabezó el Paganfest en Europa y América del Norte en 2008. Týr, Eluveitie, Moonsorrow y Korpiklaani se unieron a ellos en la parte europea de la gira, y Turisas en América del Norte. Contaron también con el apoyo de Megadeth en la noche de apertura de United Abominations – Tour of Duty. Ensiferum también apoyó a Amon Amarth en su gira en Norteamérica "Twillight of the thunder god".
Poco antes de su gira por Rusia en 2008, el vocalista/guitarrista Petri Lindroos cayó gravemente enfermo y no pudo participar. La banda contrató al exbajista Jukka-Pekka Miettinen para asumir el puesto de la guitarra Lindroos, mientras que el bajista Sami Hinkka se hizo cargo de las voces para la gira.

### From AfaryUnsung Heroes(2009-2012)
Es en 2009 que la banda concreta su nuevo disco de estudio, bajo Spinefarm Records, titulado "From Afar", promocionado por el videoclip de la canción que da título al álbum. El álbum fue producido por el productor de Nightwish, Tero Kinnunen y el productor de Victory Songs, Janne Joutsenniemi; y fue mezclado por Hiili Hiilesmaa. Un disco repleto de un melodic viking metal de calidad, pero con una evolución palpable respecto a los inicios del grupo al escuchar los casi 57 minutos de duración, no tan solo en el sonido; sino también en lo que respecta a la sincronización y complementación de los instrumentos, dando mayor armonía y limpieza al sonido de cada uno de los nueve (diez en la edición limitada) himnos que componen el cuarto larga duración de Ensiferum.
El 27 de agosto de 2012 lanzan a la venta "Unsung Heroes", con los sencillos "In my Sword i Trust" y "Burning Leaves".La grabación del LP se fue emitiendo en una serie de capítulos semanales vía en línea.

### One Man Army,salida de Emmi yTwo Decades Of Greatest Sword Hits(2013-actualidad)
Tras trece años de grabar con Spinefarm abandonan la discográgica para firmar con Metal Blade Records.
El 22 de septiembre de 2014 lanzaron el EP titulado "Suomi Warmetal", que consta de cuatro versiones: "Warmetal" de Barathrum, "Wrathchid" de Iron Maiden, "Lady in black" de Uriah Heep y "Breaking the law" de Judas Priest. Así mismo se anunció el lanzamiento del álbum "One Man Army", que se comenzó a grabar en septiembre del mismo año y salió a la venta el 20 de febrero de 2015.
El 6 de marzo de 2015 anunciaron que la tecladista Emmi Silvennoinen no podría acompañarlos en su gira "One Man Army Tour" que se realizó en Europa Norteamérica. La ex acordeonista de Turisas, Netta Skog cubrió su puesto en los conciertos
A finales de marzo de 2016 anunciaron la salida de la tecladista Emmi Silvennoinen por motivos familiares. Ella sería reemplazada por Netta Skog como miembro permanente.
El 1 de abril de 2016 es lanzado el disco recopilatorio titulado Two Decades Of Greatest Sword Hits, para celebrar el vigésimo aniversario de la banda, el cual contiene catorce éxitos desde su primer LP Ensiferum hasta One Man Army. El intro By the dividing stream, del disco From Afar, es el primer track en el álbum recopilatorio siendo regrabado con un estilo más sinfónico, a diferencia del estilo folclórico de la versión original.

## Discografía

### Álbumes
- Ensiferum (2001).
- Iron (2004)
- 1997–1999 (2005) – limited edition re-release of first three demos
- Victory Songs (2007)
- From Afar (2009)
- Unsung Heroes (2012)
- One Man Army (2015)
- Two Decades of Greatest Sword Hits (2016)
- Two Paths (2017)
- Thalassic (2020)
- Winter Storm (2024)

### EP
- Dragonheads (2006)
- Suomi Warmetal (2014)

### Live DVD
- 10th Anniversary Live (2006)

### Videoclips
- Ahti (2007)
- From Afar (2009)
- Twilight Tavern (2009)
- In My Sword I Trust (2012)
- One Man Army (2015)
- Way of the Warrior (2017)
- Andromeda (2020)

### Sencillos
- "Tale of Revenge" (2004)
- "One More Magic Potion" (2007)
- "From Afar" (2009)
- "Stone Cold Metal" (2010)
- "Burning Leaves" (2012)
- "In My Sword I Trust" (2012)
- "One Man Army" (2015)

### Demos
- Demo (1997)
  1. "Frost"
  2. "Old Man (Väinämöinen)"
  3. "Knighthood"
- Demo II (1999)
  1. "Dreamer's Prelude"
  2. "Little Dreamer (Väinämöinen part II)"
  3. "Warrior's Quest"
  4. "White Storm"
- Hero in a Dream (1999)
  1. "Intro"
  2. "Hero in a Dream"
  3. "Eternal Wait"
  4. "Battle Song"
  5. "Guardians of Fate"

## Versiones

### Covers grabados
- "Into Hiding" (por Amorphis en Tales from the Thousand Lakes) − En el EP Dragonheads, la versión en directo en 10th Anniversary Live y la edición especial de Victory Songs
- "Battery" (por Metallica en Master of Puppets) − En el sencillo "Tale of Revenge" y el digipak de Iron
- "Lady in Black" (por Uriah Heep en Salisbury) − En el sencillo "One More Magic Potion" y el digipak de Victory Songs, así como en la versión japonesa
- "Breaking the Law" (por Judas Priest en British Steel) − En la versión digipak del álbum con su propio nombre. La canción se volvió a interpretar y apareció en el sencillo digital "Stone Cold Metal"
- "Vandraren" (por Nordman) – En la versión limitada del álbum From Afar
- "Wrathchild" (por Iron Maiden) - Lanzado como una canción adicional en el sencillo "Burning Leaves"
- "Bamboleo" (por Gipsy Kings) - Lanzado como una canción adicional en el álbum "Unsung Heroes"

### Covers únicamente tocados en directo
- "Battle Hymn" (por Manowar)
- "Enter Sandman" (por Metallica)
- "Fight Fire with Fire" (por Metallica)
- "Näitä polkuja tallaan" (por Matti ja Teppo)
- "Olen suomalainen" (por Kari Tapio)
- "Run to the Hills" (por Iron Maiden)
- "The Trooper" (por Iron Maiden)

## Miembros

### Miembros actuales
- Petri Lindroos – guturales y guitarra (2004–presente)
- Markus Toivonen – guitarra y coros (1995–presente), vocales (2004–presente)
- Sami Hinkka – bajo y vocales (2004–presente)
- Janne Parviainen – batería (2005–presente)
- pekka montin - teclados y voces limpias (2020-presente)

### Exmiembros
- Jari Mäenpää – guturales, vocales y guitarra (1996–2004) (Wintersun, ex-Arthemesia, ex-Immemorial, ex-Lost Alone)
- Sauli Savolainen – bajo (1995–1998)
- Jukka-Pekka Miettinen – bajo (1998–2004) (Empyrean Bane, Turisas, ex-Arthemesia, ex-Cadacross, ex-Mandragora)
- Meiju Enho – teclado (2001–2007)
- Kimmo Miettinen – batería (1995–1998) (Empyrean Bane, Lost Alone, ex-Arthemesia, ex-Cadacross)
- Oliver Fokin – batería (1998–2005) (ex-Arthemesia, ex-Immemorial, ex-Wintersun)
- Emmi Silvennoinen – teclado y coros (2009–2016)
- Netta Skog – acordeón, teclado y coros (2015–2017) (ex-Turisas)

### Miembros de giras
- Aleksi Parviainen - vocales y coros (2010)

### Miembros a lo largo del tiempo
- 1995: Markus Toivonen, Sauli Savolainen, Kimmo Miettinen
- 1996: Jari Mäenpää, Markus Toivonen, Sauli Savolainen, Kimmo Miettinen
- 1998: Jari Mäenpää, Markus Toivonen, Jukka-Pekka Miettinen, Oliver Fokin
- 2001: Jari Mäenpää, Markus Toivonen, Jukka-Pekka Miettinen, Oliver Fokin, Meiju Enho
- 2004: Petri Lindroos, Markus Toivonen, Jukka-Pekka Miettinen, Oliver Fokin, Meiju Enho
- Diciembre de 2004: Petri Lindroos, Markus Toivonen, Sami Hinkka, Oliver Fokin, Meiju Enho
- 2005: Petri Lindroos, Markus Toivonen, Sami Hinkka, Janne Parviainen, Meiju Enho
- De 2007 en adelante: Petri Lindroos, Markus Toivonen, Sami Hinkka, Janne Parviainen, Emmi Silvennoinen